# Linet Masai
Linet Chepkwemoi Masai (Kapsokwony, 5 dicembre 1989) è una mezzofondista keniota, campionessa mondiale dei 10000 metri piani a Berlino 2009.

## Biografia
Il suo primo titolo è datato 2007 quando vinse i Mondiali di corsa campestre nella categoria juniores, a Mombasa, in Kenya. Quello stesso anno tentò di qualificarsi alla gara dei 5 000 metri piani per i Mondiali di Osaka ma non vi riuscì. A fine stagione prese parte alla World Athletics Final del 22-23 settembre, conquistando due quarti posti nei 3 000 e nei 5 000 metri piani.
Nel 2008 vinse la medaglia di bronzo ai mondiali di corsa campestre dietro alle etiopi Tirunesh Dibaba e Mestawet Tufa. Nel corso dell'estate partecipò anche ai Giochi olimpici di Pechino, concludendo al quarto posto nei 10000 m piani e stabilendo il nuovo record mondiale juniores in 30'26"50.
Il precedente record (30'31"55) era del 2003 e apparteneva alla cinese Xing Huina. Si trattò anche del nuovo record keniota, dopo aver migliorato il precedente 30'30"26 stabilito da Edith Masai nel 2005. Tuttavia il primato di Linet durò meno di un anno, in quanto nel giugno 2009 Florence Kiplagat lo abbassò nuovamente a 30'11"53 a Utrecht, nei Paesi Bassi.
Il 15 agosto 2009 vinse l'oro ai Mondiali di Berlino nei 10000 m piani, imponendosi nella finale per soli 10 centesimi di secondo sull'etiope Meselech Melkamu. L'allora detentrice del titolo nonché campionessa olimpica Tirunesh Dibaba non partecipò per infortunio. Alla Masai furono attribuite quell'anno anche due importanti onorificenze, quello di atleta donna dell'anno e quello di sportiva keniota dell'anno.
Nel 2010 inizia la sua preparazione per il classico appuntamento con il mondiale di corsa campestre con le vittorie nei cross di Llodio, Soria e Italica (Spagna). Al mondiale tenutosi nella città polacca di Bydgoszcz tuttavia si piazzò seconda, dietro alla connazionale Emily Chebet.
Successivamente Masai prese parte anche alla sua prima corsa in territorio statunitense, la New York Mini 10K, una corsa annuale di 10 km per sole donne che si tiene a Central Park, New York, fin dal 1972. In quell'occasione Linet Masai precedette Emily Chebet al traguardo.
Ad agosto corse i 5 km di Londra vincendo davanti alla connazionale Sylvia Kibet, invertendo l'ordine d'arrivo fra le due atlete che si era prodotto nell'edizione dell'anno precedente. Prese parte ai Campionati africani 2010 correndo nei 10000 m piani e vincendo il bronzo dietro a Tirunesh Dibaba e Meselech Melkamu.

## Palmarès
| Anno | Manifestazione      | Sede         | Evento         | Risultato | Prestazione | Note                                                     |
| ---- | ------------------- | ------------ | -------------- | --------- | ----------- | -------------------------------------------------------- |
| 2007 | Mondiali di cross   | Mombasa      | Corsa juniores | Oro       | 20'52"      |                                                          |
| 2007 | Mondiali di cross   | Mombasa      | A squadre      | Oro       | 13 p.       |                                                          |
| 2008 | Mondiali di cross   | Edimburgo    | Corsa seniores | Bronzo    | 25'18"      |                                                          |
| 2008 | Mondiali di cross   | Edimburgo    | A squadre      | Argento   | 22 p.       |                                                          |
| 2008 | Giochi olimpici     | Pechino      | 10000 m piani  | Bronzo    | 30'26"50    | Miglior prestazione mondiale under 20 · Record nazionale |
| 2009 | Mondiali di cross   | Amman        | Corsa seniores | Argento   | 26'16"      |                                                          |
| 2009 | Mondiali di cross   | Amman        | A squadre      | Oro       | 14 p.       |                                                          |
| 2009 | Mondiali            | Berlino      | 10000 m piani  | Oro       | 30'51"24    | Miglior prestazione personale stagionale                 |
| 2010 | Mondiali di cross   | Bydgoszcz    | Corsa seniores | Argento   | 24'20"      |                                                          |
| 2010 | Mondiali di cross   | Bydgoszcz    | A squadre      | Oro       | 14 p.       |                                                          |
| 2010 | Campionati africani | Nairobi      | 10000 m piani  | Bronzo    | 31'59"36    |                                                          |
| 2011 | Mondiali di cross   | Punta Umbría | Corsa seniores | Argento   | 25'07"      |                                                          |
| 2011 | Mondiali di cross   | Punta Umbría | A squadre      | Oro       | 15 p.       |                                                          |
| 2011 | Mondiali            | Taegu        | 5000 m piani   | 6ª        | 15'01"01    |                                                          |
| 2011 | Mondiali            | Taegu        | 10000 m piani  | Bronzo    | 30'53"59    | Miglior prestazione personale stagionale                 |

## Campionati nazionali
2009
- Oro ai campionati kenioti, 10000 m piani - 32'49"3

2010
- Oro ai campionati kenioti, 10000 m piani - 32'03"85
- Oro ai campionati kenioti di corsa campestre - 26'43"

2011
- Argento ai campionati kenioti, 5000 m piani - 15'40"5
- Oro ai campionati kenioti di corsa campestre - 26'20"

## Altre competizioni internazionali
2007
- 4ª alla World Athletics Final ( Stoccarda), 3000 m piani - 8'42"54
- 4ª alla World Athletics Final ( Stoccarda), 5000 m piani - 15'02"74
- Argento al DN Galan ( Stoccolma), 5000 m piani - 14'55"50
- Oro al Cross de l'Acier ( Leffrinckoucke)

2008
- 5ª alla World Athletics Final ( Stoccarda), 3000 m piani - 8'49"66
- 4ª alla World Athletics Final ( Stoccarda), 5000 m piani - 14'58"88
- Bronzo al Memorial Van Damme ( Bruxelles), 5000 m piani - 14'52"10
- Oro al CrossCup de Hannut ( Hannut) - 18'09"
- Oro al Cross Internacional Valle de Llodio ( Llodio) - 25'12"

2009
- Bronzo al Prefontaine Classic ( Eugene), 2000 m piani - 5'33"43
- Oro al Cross Internacional de Soria ( Soria) - 27'06"
- Oro al Cross Internacional Valle de Llodio ( Llodio) - 25'11"
- Oro al Great Edinburgh International Cross Country ( Edimburgo) - 19'02"

2010
- Argento al Memorial Van Damme ( Bruxelles), 5000 m piani - 14'35"07
- Oro al Cross de l'Acier ( Leffrinckoucke) - 21'40"

2011
- Argento al Prefontaine Classic ( Eugene), 5000 m piani - 14'35"44
- Bronzo allo Shanghai Golden Grand Prix ( Shanghai), 5000 m piani - 14'32"95
- Oro al Great Edinburgh International Cross Country ( Edimburgo) - 20'24"

2012
- Argento alla San Silvestre Vallecana ( Madrid) - 32'13"
- Oro alla Great Manchester Run ( Manchester) - 31'35"

2013
- 8ª al Prefontaine Classic ( Eugene), 5000 m piani - 15'02"98
- Oro alla San Silvestre Vallecana ( Madrid) - 31'34"

2014
- 5ª alla Great South Run ( Portsmouth), 10 miglia - 55'07"
- Bronzo alla World 10K Bangalore ( Bangalore) - 32'27"

2015
- Oro alla San Silvestre Vallecana ( Madrid) - 31'38"
- Oro al Cross Internacional de Soria ( Soria) - 28'08"

2016
- Bronzo alla Mezza maratona di Lisbona ( Lisbona) - 1h09'33"
- 7ª alla World 10K Bangalore ( Bangalore) - 33'25"

2018
- 5ª alla Maratona di Amsterdam ( Amsterdam) - 2h23'46"

2019
- 11ª alla Maratona di Londra ( Londra) - 2h26'06"
- 4ª alla Mezza maratona di Lisbona ( Lisbona) - 1h08'51"

2023
- 6ª alla Maratona di Parigi ( Parigi) - 2h24'49"